# Россо, Медардо
Медардо Ро́ссо (итал. Medardo Rosso; 21 июня 1858, Турин — 31 марта 1928, Милан) — итальянский скульптор, работавший также во Франции.

## Биография
Россо родился в Турине, где его отец работал инспектором железнодорожной станции. В 1870 году семья переехала в Милан. В 1879—1881 годах Медардо Россо проходил воинскую службу в Павии, в этот период начал брать уроки рисования. В 1882 году поступил в миланскую Академию Брера, однако через одиннадцать месяцев был исключён, после того, как ударил студента, отказавшегося подписать петицию, распространяемую Россо, с требованием использовать живые модели для занятий рисованием, что было стандартной практикой в итальянских академиях.
В 1885 году Россо женился на Джудитте Пацци, в том же году у них родился сын. В 1889 году Россо переехал в Париж, где жил и работал до окончания Первой мировой войны. В 1896 открыл там свою литейно-художественную мастерскую. Работая в Париже, Россо познакомился с многими влиятельными людьми, в том числе с писателем Эмилем Золя, а также с инженером, коллекционером живописи и покровителем импрессионистов Анри Руаром, портрет которого Россо отлил в бронзе в 1890 году.
В период жизни в Париже Россо начал экспериментировать с фотографией. В своей студии он фотографировал скульптуру при различных условиях освещения, в ракурсах, манипулируя процессом фотопечати, обрезая, процарапывая или раскрашивая фотографические отпечатки для создания особенных эффектов светотени и фактуры.
В 1900 году Россо познакомился с голландской художницей и меценатом Этой Флес. В 1902 году принял французское гражданство. Он подружился с Огюстом Роденом; два художника обменивались работами, но их отношения вскоре распались из-за творческой ревности друг к другу.
В последние двадцать лет своей жизни Россо не создавал новых произведений, а сосредоточил усилия на вариациях предыдущих работ. К концу жизни страдал от диабета. В 1903 году, во время поездки в Вену, попал под трамвай и был серьёзно травмирован. В 1922 году художник вернулся в Милан. В 1927 году он серьёзно заболел. Умер в 1928 году в возрасте семидесяти лет во время операции по ампутации поражённой ноги.

## Творчество
Медардо Россо был непримиримым бунтарём, он восставал против всего: академических норм в искусстве, предрассудков своих учителей и коллег. Россо, как и Огюста Родена, Паоло Трубецкого, справедливо считают в искусстве пластики близким импрессионизму в живописи. Он был также близок эстетике итальянских художников движения скапильятура. Россо моделировал фигуры и небольшие портретные головы из глины или гипса, которые он, в целях достижения импрессионистских световых эффектов, заливал воском, чтобы смягчить игру света и тени. Россо никогда не делал подготовительных рисунков, предпочитая работать непосредственно с глиной, после чего лепил рабочую модель из гипса, которую затем использовал для создания формы, в которую он отливал бронзу, используя метод «потерянного воска», он также отливал работы непосредственно из гипса или воска.
Медардо Россо, в отличие от других скульпторов, всегда отливал свои произведения сам, часто сохраняя и используя в художественных целях то, что другие сочли бы «погрешностями литья», он не убирал швы, следы гипса или глины, которые оставались на отливках. По мнению Россо, эти следы создают зрительное и тактильное ощущения, благодаря которым подчёркивается материальность скульптуры. Свет он считал главным выразительным средством своего искусства, а материальную форму второстепенной. Масса материала и тени в углублениях его скульптур при внимательном рассмотрении создают поистине волшебное, чарующее и крайне живописное впечатление, основанное на взаимоотношении скульптуры с окружающими её пространством и светом.
Творчество Медардо Россо оказало значительное влияние на русского скульптора Паоло Трубецкого, футуриста Умберто Боччони, а также на скульпторов Марино Марини, Джакомо Манцу, Франческо Мессину.

## Галерея

Еврейский мальчик. Ок. 1892. Воск на гипсе. Художественный музей Кливленда
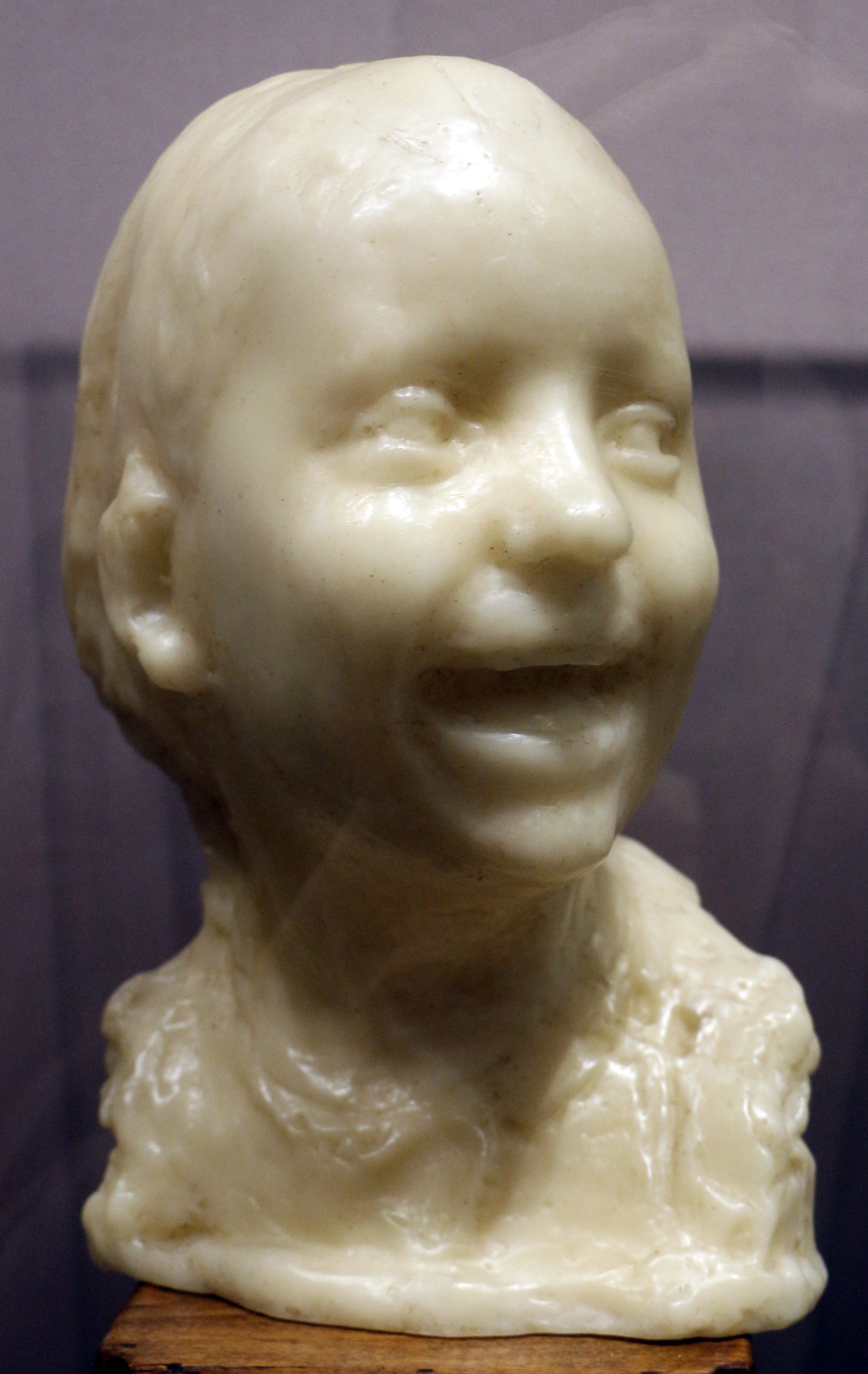
Смеющаяся девочка. Воск на гипсе. Позднейшая отливка
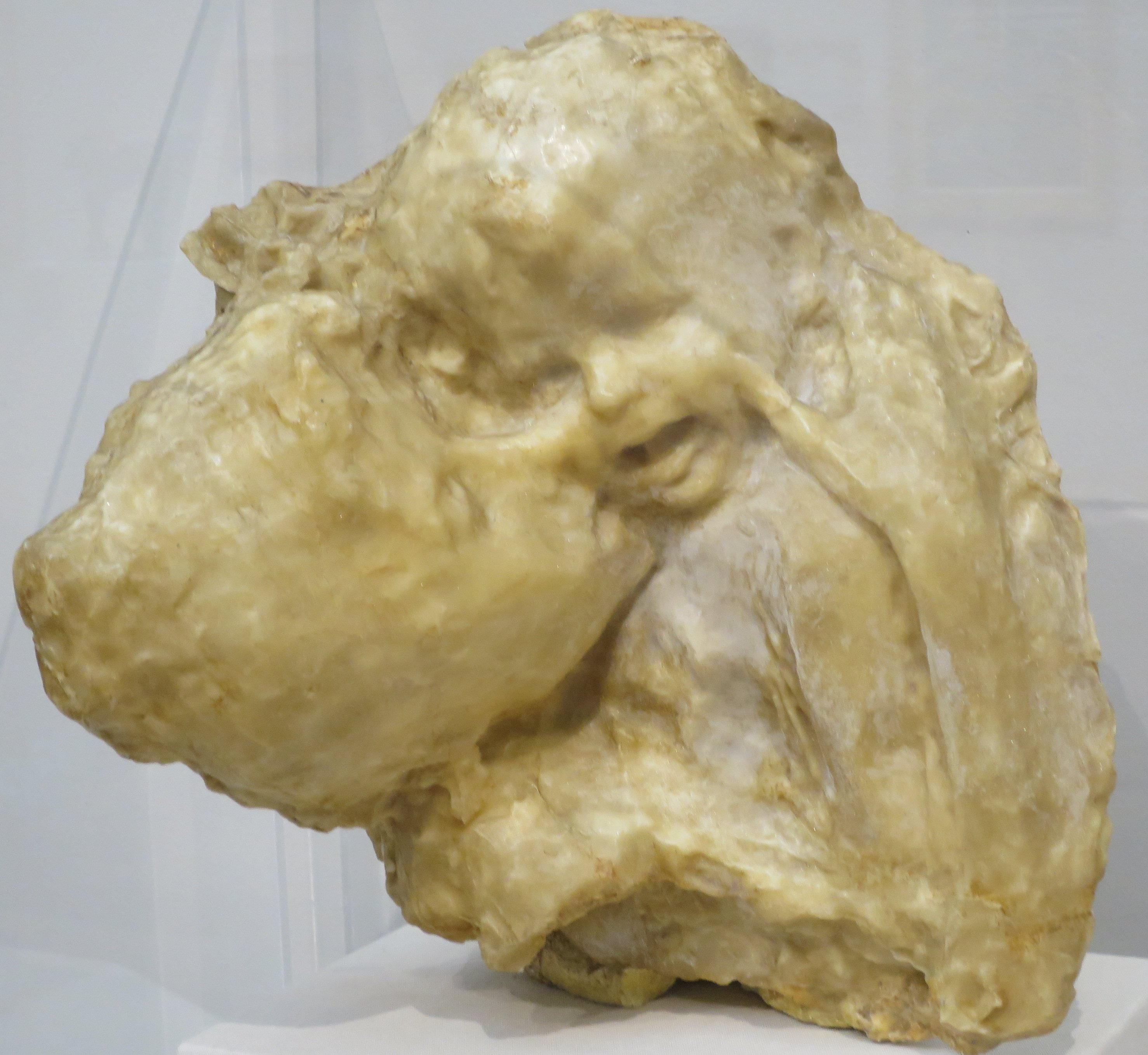
Золотой век. 1884—1885. Воск на гипсе
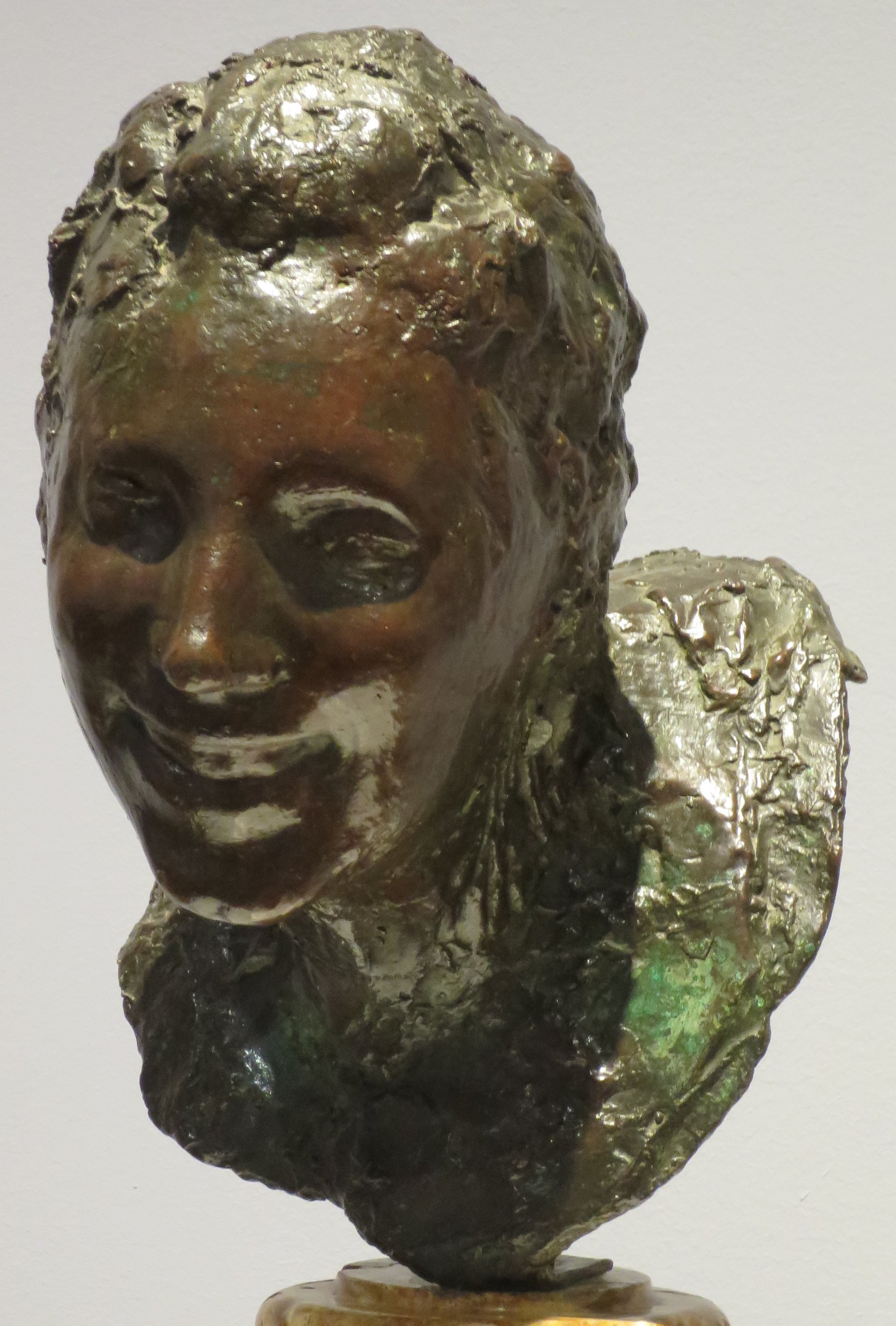
Смеющаяся женщина. 1890. Бронза. Высокий художественный музей. Атланта, США
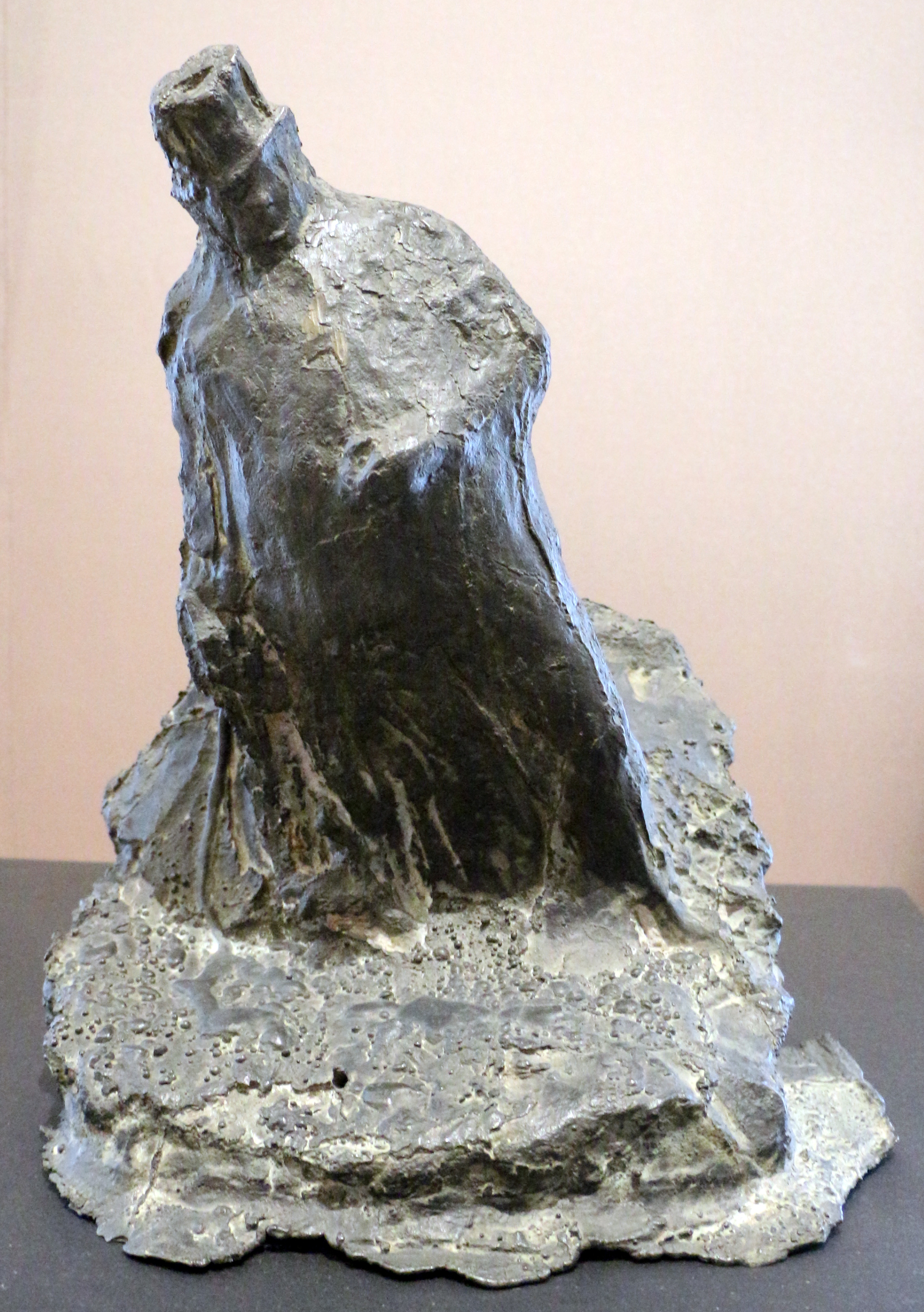
Букмекер. 1902—1903. Бронза